# Проїзд без зупинки заборонено

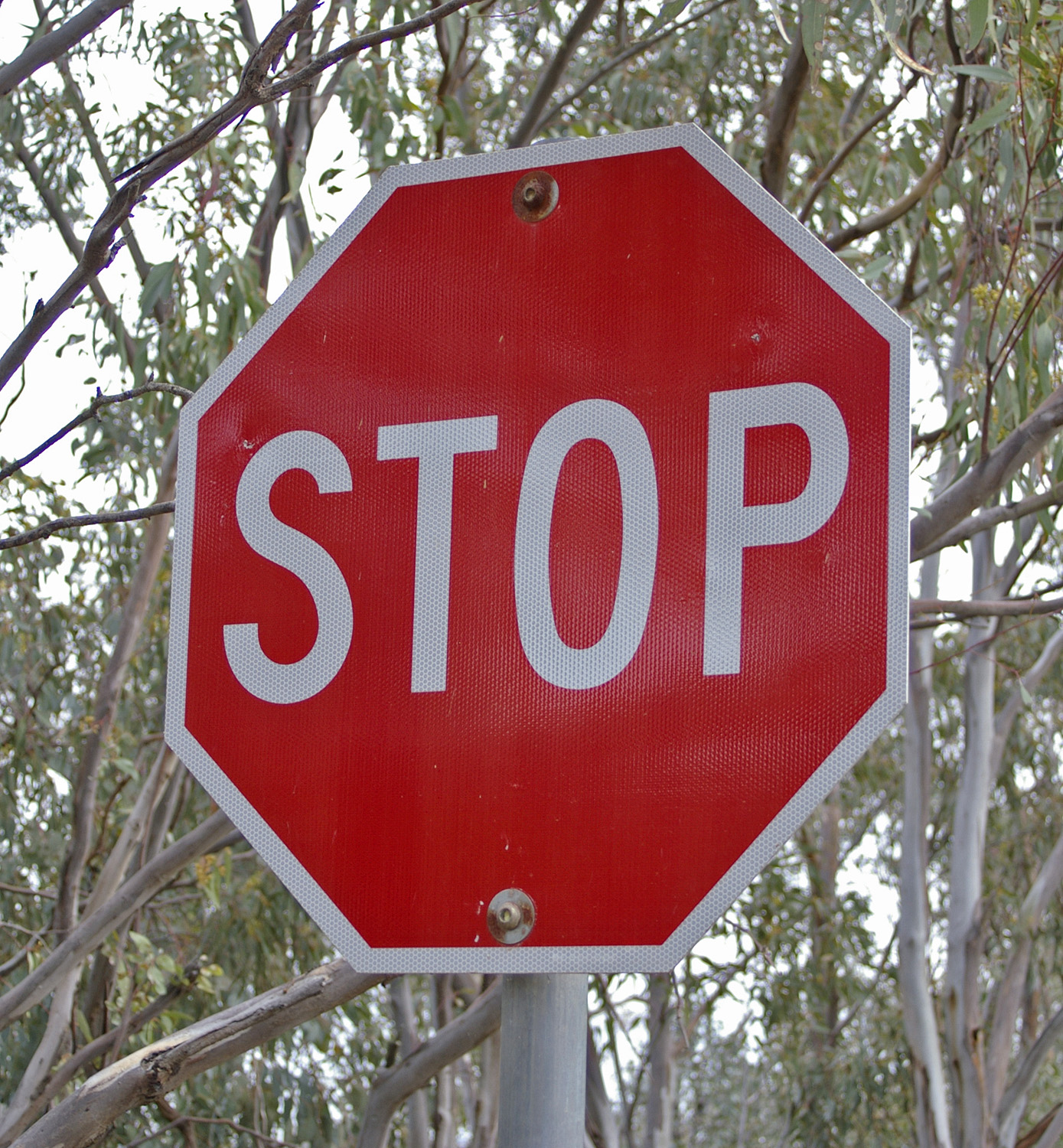
Найбільш розповсюджена варіація знаку

Рух без зупинки заборонено (СТОП, STOP) — дорожній знак пріоритету, який наказує водіям здійснити обов'язкову короткочасну зупинку перед ним, перш ніж продовжувати рух, поступившись дорогою усім транспортним засобам та пішоходам. Вперше використаний в США у 1915 році. Як правило, має восьмикутну форму, рідше — круглу, але в усіх країнах світу має переважаючий червоний колір у забарвленні. Фактично є більш «суворим» варіантом знака Дати дорогу. Єдиний серед усіх дорожніх знаків має восьмикутну форму (у більшості країн), що полегшує його ідентифікацію, навіть якщо він не читається: наприклад, зафарбований вандалами, забруднений брудом, занесений снігом.

## Історія

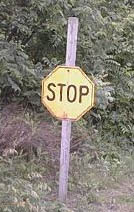
STOP зразка 1924—1954 рр., до уніфікації Віденською конвенцією

### США
Перший знак STOP з'явився в американському місті Детройт (штат Мічиган) у 1915 році. Він являв собою чорний напис STOP в білому квадраті довжиною 61 сантиметр (2 фути). Поступово він почав поширюватися на дорогах США, і у 1922 році Американська асоціація службовців державних автошляхів і транспорту стандартизувала цей дорожній знак. У 1935 році характеристики знаку STOP були закріплені в документі «Інструкція з регулювання дорожнього руху уніфікації» (англ. Manual on Uniform Traffic Control Devices). З 1935 по 1971 рік характеристики знаку STOP по цьому документу змінювалися 8 разів, здебільшого це стосувалося його світлоповертаючих властивостей і висоти розміщення. З 1924 по 1954 рік знак мав чорний напис на жовтому фоні. З 1971 року висота розміщення знаку STOP визначена в 213 сантиметрів (7 футів).

### Віденська конвенція
У 1968 році Віденська конвенція про дорожні знаки та сигнали рекомендувала два типи знаку STOP, один з них у чотирьох варіаціях. Перший тип — червоний восьмикутник з написом STOP білого кольору по центру. Другий тип — червоне коло, всередині якого розташований червоний правильний трикутник вершиною вниз, всередині напис STOP. Для другого типу допустимі варіації: фон — білий або жовтий, напис STOP — чорний або темно-синій. Конвенція ООН про дорожні знаки та сигнали додала, що слово «стоп» може бути написане не обов'язково англійською мовою, а можливо й офіційною мовою тієї країни, де знак розташований, або англійською та місцевою мовою спільно.

Тип 1
Тип 2, варіація 1
Тип 2, варіація 2
Тип 2, варіація 3
Тип 2, варіація 4

### СРСР та Україна
В СРСР вперше знак STOP з'явився у 1973 році згідно набуття чинності ГОСТу 10807-71 і став 106-м за ліком дорожнім символом в Правилах дорожнього руху.

## Розміри та розміщення
Віденська конвенція запропонувала діаметр знака в 60, 90 або 120 сантиметрів. У Великій Британії та Новій Зеландії використовуються знаки STOP трьох розмірів: 75, 90 і 120 сантиметрів в залежності від його місця розташування і обмеження швидкості на даній ділянці дороги. У США цей знак найчастіше має діаметр червоного поля 75 сантиметрів, плюс 2 сантиметри біла облямівка і висоту літер у 25 сантиметрів. Рідше використовуються знаки більшого чи меншого розміру.
Знак STOP зазвичай розміщується на перехрестях підвищеної небезпеки: в зоні перехрещень проїзних частин, які погано переглядаються, перед нерегульованими залізничними переїздами і карантинними постами, закритими та прикордонними зонами.

### Використання на шкільних автобусах

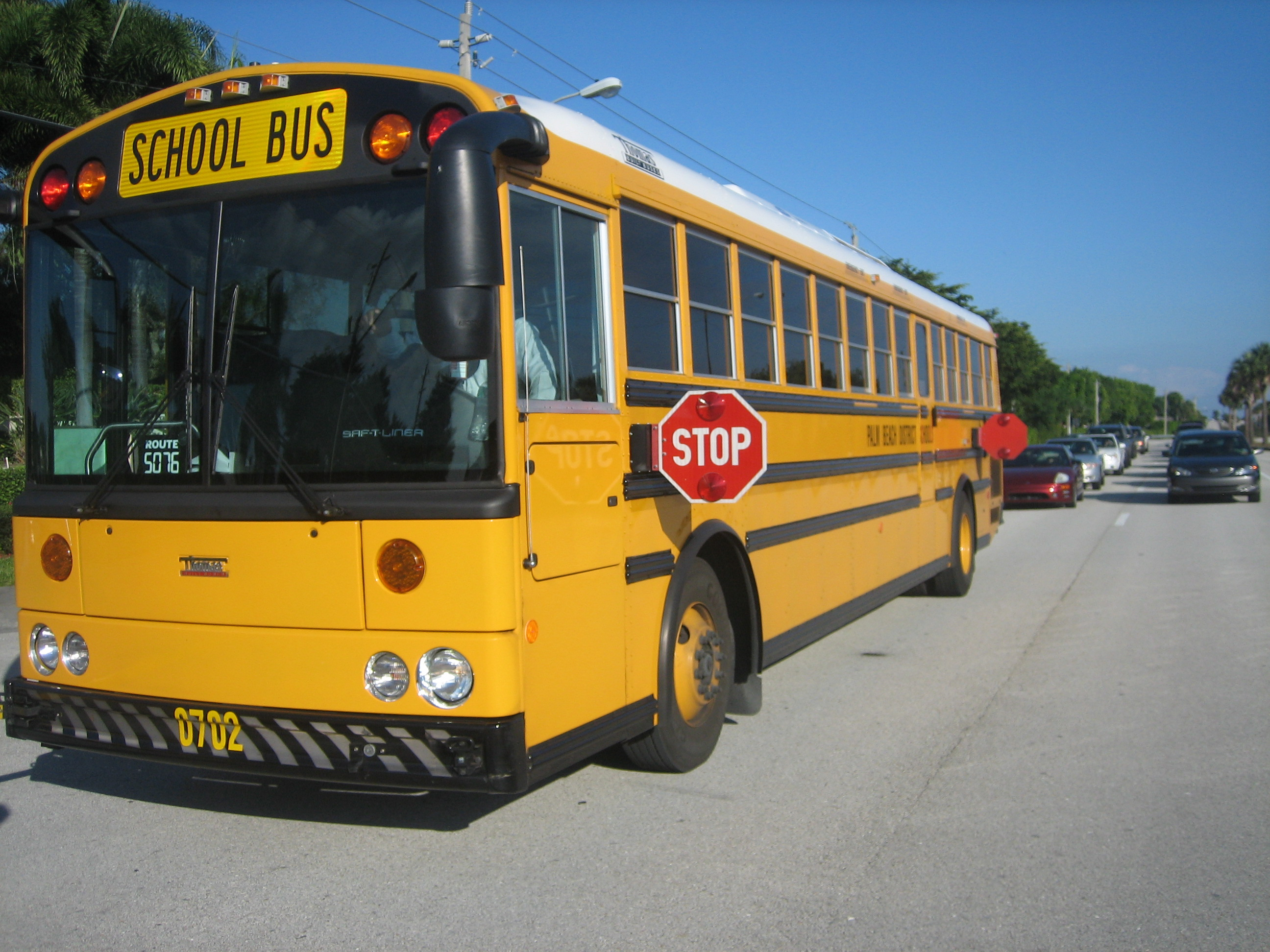
У США та Канаді невеликий відкидний STOP використовується на шкільних автобусах

У США та Канаді невеликий відкидний STOP (англ. Stop signal arm) розміщується на шкільних автобусах, його використання регулюється спеціальними законами. Знак STOP є обов'язковим для розміщення на американських шкільних автобусах. Один або два знаки встановлюються на лівій стороні автобуса. Правила дорожнього руху можуть варіюватися від штату до штату, але загальні положення, що забезпечують безпеку перевезення дітей, як правило, однакові. Під час руху автобуса знаки притиснуті до корпусу техніки. На час посадки-висадки дітей шкільні автобуси вмикають стоп-сигнали і повертають знаки STOP перпендикулярно корпусу. За таких умов інші учасники руху — залежно від штату — або зупиняються, або отримують жорсткі обмеження в можливості об'їзду, швидкості, вибору смуги тощо. Крім того, регламентується дистанція, на якій повинні перебувати інші автомобілі, що їдуть за автобусом, якщо той збирається робити зупинку. Крім світлоповертаючої фарби, дуже часто на знаках розміщують два червоних світлодіодних джерела (над і під літерами). При активації знака вони починають мигати, привертаючи додаткову увагу.

## Приклади

Південна Америка
Бутан
Бруней
Вірменія
Камбоджа
Центральна Америка
Куба
Китай
Саудівська Аравія
Гонконг
Іран
Ізраїль
Японія
Лаос
Малайзія
Монголія
М′янма
Нігерія
Північна Корея
Пакистан
Південна Корея
Таїланд
Тонга
Туреччина
Вануату

## Інші факти
- Іноді крадіжка знаку STOP, яка стала причиною ДТП зі смертельними наслідками, може бути розцінена як вбивство з необережності[14].
- У США регулярно фіксуються випадки неправильного розуміння знаку STOP досвідченими водіями. Зупинившись біля знаку, вони потім продовжують рух, вважаючи, що тепер інші водії повинні дати їм дорогу, так як свій обов'язок (стоп) вони вже виконали[15][16][17][18][19].
- Багато водіїв у США перед знаком STOP не здійснюють повну зупинку свого транспорту, а лише сильно знижують швидкість[20]. Це явище називається Rolling stop[21].
- У 1977 році в Квебеку (Канада) був прийнятий «Закон про французьку мову» (фр. Loi 101, укр. Закон 101), спрямований на захист французької мови в регіоні від англійської. На хвилі «патріотизму» вандалізму піддалися деякі двомовні знаки «Рух без зупинки заборонено»: англійське слово STOP частково заприскувалось червоною фарбою, перетворюючись на «101»[22].